# Calycopis tyrtaeus
Calycopis tyrtaeus är en fjärilsart som beskrevs av Felder. Calycopis tyrtaeus ingår i släktet Calycopis och familjen juvelvingar. Inga underarter finns listade i Catalogue of Life.